# 仞
仞（じん、rèn）は、中国古代の長さの単位である。
仞は、両腕を広げた長さで、『説文解字』九、人部に「仞、伸臂一尋、八尺。从人刃声。」とある。実際の長さについては上記『説文解字』に見えるように8尺とするものと、7尺とするものの両方があり、一定しない。
「尋」も両腕を広げた長さであり、両者の違いがはっきりしないが、一般に「尋」は幅、「仞」は高さ・深さに用いられる。なお「尋」と「仞」は日本語では発音も同じであるが、中国語では異なる。
今日「仞」は単位としては用いられないが、非常に高い・あるいは深いことを表現するのに「百仞・千仞・万仞」などの語を使う（箱根八里の歌詞にも「千仞の谷」が見える）。また「九仞の功を一簣に虧く」という成句でも用いられる。